# ТГМ-126
ТГМ-126 — транспортная гусеничная машина, производимая Харьковским автомобильным ремонтным заводом на базе шасси самоходной гаубицы 2С1.
Машина обладает грузоподъёмностью около 4 т (40 % от массы транспортера без потери плавучести) что является большим показателем для вездеходов.
Предназначен для использования как самоходное шасси под буровую установку для эксплуатации в различных дорожных условиях, включая снежную метель и болота при t −45 °С до +45 °С

## Технические характеристики
- Максимальная скорость движения, км/ч: на суше — 61,5, на плаву — 5-6.
- Запас хода по топливу
- по сухим грунтовым дорогам, км — 500,
- по грязи, снежной целине, болоту — 250..300.
- Мощность двигателя, л.с. — 300.

## Варианты и модификации
- ТГМ-126
- ТГМ-126-1
- ТГМ-126-2